# Psalidognathus
Psalidognathus is een kevergeslacht uit de familie van de boktorren (Cerambycidae). De wetenschappelijke naam van het geslacht werd voor het eerst geldig gepubliceerd in 1832 door Gray.

## Soorten
Psalidognathus omvat de volgende soorten:
- Psalidognathus cerberus Santos-Silva & Komiya, 2012
- Psalidognathus erythrocerus Reiche, 1840
- Psalidognathus friendii Gray, 1831
- Psalidognathus modestus Fries, 1833
- Psalidognathus onorei Quentin & Villiers, 1983
- Psalidognathus pubescens Quentin & Villiers, 1983
- Psalidognathus reichei Quentin & Villiers, 1983
- Psalidognathus rufescens Quentin & Villiers, 1983
- Psalidognathus superbus Fries, 1833
- Psalidognathus thomsoni Lameere, 1885